# Anthaxia graeca
Anthaxia graeca es una especie de escarabajo del género Anthaxia, familia Buprestidae. Fue descrita científicamente por Bílý en 1984.